# Uacari-da-neblina
Cacajao hosomi é uma espécie de uacari do noroeste da Amazônia brasileira e sul da Amazônia venezuelana. Foi descoberto por Jean-Phillipe Boubli da Universidade de Auckland e descrito em 2008, junto com Cacajao ayresi. Até esse ano, ambas as espécies eram consideradas subespécies do uacari-preto.
Em inglês, a espécie é referida como Neblina uakari, em referência ao Pico da Neblina, que é relativamente o centro de sua distribuição geográfica. Ocorre no Parque Nacional do Pico da Neblina e no Parque Nacional Serranía de la Neblina, o que mostra que grande parte de sua distribuição está em áreas protegidas.